# Phyllobrotica decorata
Phyllobrotica decorata là một loài bọ cánh cứng trong họ Chrysomelidae. Loài này được Say miêu tả khoa học năm 1824.